# Thomandersia
Thomandersia ist eine Pflanzengattung aus der Ordnung der Lippenblütlerartigen (Laminales). Die Gattung wurde zu Ehren des schottischen Arztes und Botanikers Thomas Anderson (1832–1870) benannt. Die sechs innerhalb der Gattung unterschiedenen Arten kommen nur in Teilen Zentral- und Westafrikas vor.
Die Stellung der Gattung innerhalb der Ordnung war lange Zeit umstritten, meist wurden sie den Akanthusgewächse zugerechnet. Molekularbiologische Methoden unterstützen jedoch eine Einordnung in eine monotypische Familie Thomandersiaceae.

## Beschreibung

### Vegetative Merkmale
Thomandersia-Arten sind schlanke Sträucher, kleine Bäume oder gelegentlich auch Lianen, die eine Wuchshöhe von 0,5 bis 15 m erreichen. Der Stamm ist drehrund und kann an jungen Pflanzen behaart sein. Die Knoten sind abgeflacht und weisen keine Nebenblätter oder gelenkige Verbindungen auf. Die Pflanzen enthalten keinen Milchsaft.
Die einfachen Laubblätter stehen gegenständig oder kreuzgegenständig, die sich gegenüberstehenden Blätter kommen in mehr oder weniger unterschiedlichen Formen vor. Meist sind sie deutlich gestielt, nur gelegentlich sind sie nahezu aufsitzend. Die Blattspreiten sind langgestreckt-elliptisch, umgekehrt eiförmig oder gelegentlich auch kreisförmig oder lanzettlich. Die Spitze ist zugespitzt oder ausgebuchtet. Die Basis ist keilförmig bis gerundet. Die kleineren Blätter eines Blattpaares sind manchmal herzförmig, mehr oder weniger lederig und unregelmäßig mit nicht-durchscheinenden Drüsen versehen. Beide Oberflächen sind unterschiedlich gefärbt, auf der Oberseite können einige vereinzelte Trichome stehen, die Unterseite kann vor allem an den Blattadern fein behaart sein. Der Blattrand ist ganzrandig oder mit einigen stumpfen Zähnen versehen, die dann meist nahe der Spitze stehen. Die Mittelrippe ist auf der Unterseite hervorstehend und auf der Oberseite eingesenkt, die primären Seitenadern sind gefiedert, dazwischen befinden sich netzartig die sekundären Seitenadern. An den Achseln zwischen der Mittelrippe und den Seitenadern sind oftmals büschelige Domatien zu finden.

### Blütenstände und Blüten
Die Blütenstände sind aufrecht stehende, endständige oder achselständige Trauben, die dicht und pyramidenförmig oder mehr oder weniger locker aufgebaut sind. Die Blüten stehen nahezu aufsitzend bis gestielt unregelmäßig angeordnet entweder gegenständig oder in Wirteln aus drei Blüten. Die Tragblätter sind etwa 1 mm lang, dreieckig-pfriemförmig und behaart. Die Vorblätter sind kürzer als 1 mm, pfriemförmig, bewimpert und stehen an den Seiten des Kelchs.
Der Kelch ist glockenförmig und mit fünf kurzen, dreieckigen Lappen besetzt. Er ist grün, violett oder braun gefärbt und fleischig. Die Oberfläche kann behaart sein, der Rand ist bewimpert. Er ist an den Früchten beständig, vergrößert sich und bildet an der achsabgewandten Seite ein oder zwei angeschwollene Hügel mit jeweils ein bis zwei mehr oder weniger auffälligen Öffnungen. Die zygomorphe, zweilappige, leicht lederige Krone ist 10 bis 20 mm lang und grünlich, weiß, gelb, orange, rot, pink oder purpurn gefärbt, oftmals ist sie mit dunkleren Streifen versehen. Die Kronröhre kann behaart sein und ist an der achszugewandten Seite nahe der Basis leicht höckerig. Die Oberlippe ist zweilappig, die Unterlippe ist dreilappig und mehr oder weniger konkav oder mit abstehenden seitlichen Lappen versehen. Die Lappen selbst sind ganzrandig oder manchmal gewellt berandet und drüsig behaart.
Die vier Staubblätter treten in zwei Längen auf und stehen zwischen den Kronlappen. Sie ragen nicht oder nur leicht über die Krone hinaus. Die Staubfäden sind mit der Kronröhre verwachsen. Sie können unbehaart, drüsig oder fein behaart sein. Die Staubbeutel bestehen aus zwei Theken, die Staubfäden setzen dorsal (rückseitig) an. Die Staubbeutel öffnen sich durch nach außen gewandte Längsschlitze. Die Pollenkörner sind elliptisch-kügelförmig, an den Polen abgeflacht und auf der Oberfläche punktiert oder fünf- oder sechskolpat. Neben den Staubblättern wird ein einzelnes, pfriemförmiges Staminodium gebildet, welches kürzer als 1 mm ist.
Der Fruchtknoten ist aufsitzend, oberständig und zweifächerig, die Plazentation ist axial. Jedes Fruchtknotenfach enthält zwei oder drei von der Plazenta umgebenen Samenanlagen. An der Basis ist der Fruchtknoten angeschwollen, das Gewebe ist nektarführend, ein Blütenboden ist jedoch nicht ausgebildet. Der Fruchtknoten ist unbehaart, drüsig behaart oder mit anliegenden Haaren versehen, er trägt einen einzelnen Griffel, der in einer zylindrischen oder zweilappigen Narbe endet.

### Früchte und Samen
Die Früchte sind nahezu kugelförmige bis elliptische, konische oder eiförmige Kapseln, die bei Reife trocken, holzig und braun-schwarz sind. Die Wände sind bis zu 1,5 mm stark, sie springen längs in zwei Klappen auf.
Die Samen sind schwarz, braun, orange, gelb oder cremefarben gefärbt. Ihre Form ist kugelförmig oder eiförmig bis elliptisch, ihr Durchmesser beträgt 2 bis 5 mm. Die Samenoberfläche ist mit dreieckigen Schuppen oder spiralförmig angeordneten, abgerundeten Warzen versehen. Die Samen besitzen eine abgeflachten und verlängerte Erweiterung des Samenstiels (Funikel) mit einer Breite von bis zu 2 mm und einer Länge von bis zu 5 mm.

## Verbreitung und Standorte
Die Arten der Gattung sind im westlichen und mittleren Afrika verbreitet, sie kommen im südöstlichen Nigeria, im südlichen Kamerun, Gabun, Äquatorialguinea, der Demokratischen Republik Kongo, der Republik Kongo und der Zentralafrikanischen Republik vor. Thomandersia anachoreta kommt disjunkt von den restlichen Arten der Gattung in Liberia und der Elfenbeinküste vor.
Diese Verbreitungsgebiete unterstützen die Hypothese einer Guineo-Congolischen phytogeographischen Region. Sowohl zwischen einzelnen Arten, aber auch innerhalb von Arten sind verschiedene Disjunktionen und Endemismuszentren auszumachen. Innerhalb der gesamten Gattung ist zudem das Dahomey Gap deutlich ausgeprägt.
Die Standorte der Arten liegen in der Strauchschicht von immergrünen, teilweise laubabwerfenden, gemischten, nassen oder trockenen Wäldern, Galeriewäldern, entlang von Flüssen, Küsten, Überschwemmungsgebieten, Ebenen und Hochlandwäldern und Wald-Resten. Vor allem sind sie dort an Waldrändern, auf Lichtungen, gestörten Flächen und entlang von Straßen zu finden. Sie wachsen auf lehmigen, felsigen, laterithaltigen, kleihaltigen, sandigen, kalkigen, granit- oder eisenreichen Böden.

## Ökologie
An den Standorten sind die Pflanzen meist reichlich zu finden, gelegentlich bilden sie dichte Haufen oder Dickichte, indem sie an den Knoten Adventivwurzeln bilden und aus abgetrennten Stümpfen neu austreiben.
Die Pflanzen werden von verschiedenen Säugetierarten gefressen, so durch Bongos (Tragelaphus eurycerus) und den Waldelefanten (Loxodonta cyclotis). Schimpansen (Pan troglodytes) benutzen Zweige oder junge Sprösslinge von Thomandersia hensii, um damit in Termitenhügeln zu stochern, bevor sie selbst nach Termiten suchen.
An den Nektarien des Kelchs wurden Ameisen beobachtet. An den Kronen von Thomandersia hensii sind oftmals Einstiche, die auf Nektardiebstahl hinweisen, zu finden.

## Systematik

### Äußere Systematik
Molekularbiologische Untersuchungen bestätigen die Einordnung der Thomandersia in die Ordnung der Lippenblütlerartigen (Lamiales), die Gattung konnte jedoch nicht in eine der anerkannten Familien der Ordnung eingeordnet werden. Die Untersuchungen lassen vermuten, dass eine Verbindung der Gattung mit den Schlegeliaceae besteht, für diese Einordnung konnten bisher jedoch nur schwache Indizien festgestellt werden.

### Innere Systematik
Innerhalb der Gattung werden sechs Arten unterschieden:
- Thomandersia anachoreta Heine: Sie wurde von der Elfenbeinküste und von Liberia erstbeschrieben.
- Thomandersia butayei De Wild.
- Thomandersia congolana De Wild. & T.Durand
- Thomandersia hensii De Wild. & T.Durand
- Thomandersia laurentii De Wild.
- Thomandersia laurifolia T.Anderson ex Benth.

Die Typusart der Gattung ist Thomandersia laurifolia.

## Botanische Geschichte
Die Gattung Thomandersia wurde erstmals 1876 von George Bentham unter dem Namen Scytanthus beschrieben. Da jedoch dieser Name bereits 1844 von William Jackson Hooker für eine Gattung aus der Familie der Seidenpflanzengewächse (Asclepiadaceae) vergeben war, wurde die Gattung 1891 von Henri Ernest Baillon umbenannt und erhielt dabei den heute gültigen Namen Thomandersia.
Die Erstbeschreibung der Gattung umschrieb nur eine einzige Art Scytanthus laurifolius (= Thomandersia laurifolia), um die Wende zum 20. Jahrhundert wurden durch Émile Auguste Joseph De Wildeman und Théophile Alexis Durand vier weitere Arten beschrieben. Eine sechste Art wurde 1966 von Hermann Heino Heine in seiner Revision der Gattung beschrieben.
Die taxonomische Stellung der Gattung war lange umstritten, von den meisten Autoren wurde die Gattung den Akanthusgewächsen (Acanthaceae) zugeordnet, da die Samen der Thomandersia die eigentlich nur innerhalb dieser Familie vorkommenden vergrößerten Samenstiele aufweisen. Aufgrund ähnlicher Pollenmorphologie wurde die Gattung von einigen Autoren aber auch den Sesamgewächsen (Pedaliaceae) zugeordnet.
Aufgrund der Eigenständigkeit der Gattung, hauptsächlich in der Morphologie des Laubblätter und der Staubbeutel, wurde die Gattung 1977 von C.P. Sreemadhaven als einzige Gattung der monotypischen Familie Thomandersiaceae beschrieben. Die durch molekularbiologische Untersuchungen bestätigte Eigenständigkeit innerhalb der Ordnung der Lippenblütlerartigen (Lamiales) führten dazu, dass Alexandra H. Wortley et al. in ihrer 2007 veröffentlichten Revision den Status als monogenerische Familie bekräftigten.